# Simón Luengo
Simón Luengo (Córdoba, octubre de 1825 - 26 de junio de 1872) fue un caudillo argentino, líder de al menos cinco movimientos insurreccionales, incluyendo uno de los últimos alzamientos federales en el interior de su país, y jefe de la partida que terminó con la vida del expresidente Justo José de Urquiza.

## Los "rusos" de Córdoba
Era un pequeño agricultor de las afueras de la ciudad de Córdoba, que se inició en las milicias de la ciudad a mediados de la década de 1840. Se unió al partido federal de Alejo del Carmen Guzmán, llamado irónicamente "ruso", durante la década siguiente. Se opuso desde la prensa al gobierno de Mariano Fragueiro y dirigió la fracasada revolución de febrero de 1860 contra este.
En junio de 1863 amotinó a unos 10 hombres de la guardia de la cárcel de Córdoba, con los que derribó al gobernador mitrista Justiniano Posse. Colocó en el gobierno a Pío Achával, y recibió en la ciudad al caudillo riojano Ángel Vicente Peñaloza, que ya llevaba algún tiempo rebelado contra el gobierno nacional de Bartolomé Mitre.
Al ser atacados por el ejército de Wenceslao Paunero, para evitar sufrimientos a la población, decidieron luchar en las afueras de Córdoba. Fueron derrotados en la batalla de Las Playas, el 28 de junio, y debieron huir a La Rioja. Acompañó a Peñaloza hasta San Juan, y luchó en la última derrota de este, en Caucete. Fue capturado en un pequeño combate en Chaján, provincia de Córdoba, y liberado un año más tarde.
Se trasladó a Entre Ríos a entrevistarse con el expresidente y gobernador Justo José de Urquiza, y creyó entender que este le prometía ayuda para reponer en Córdoba el predominio del Partido Federal. Regresó a su provincia, donde el gobernador Roque Ferreyra lo mantuvo preso un tiempo. Escapó de la prisión y derrocó a Ferreyra el 14 de julio de 1866. La legislatura nombró gobernador al federal Mateo Luque, que designó a Luengo como comandante de armas de la provincia, con el rango de coronel.
A fines de ese año, estalló en Mendoza la Revolución de los Colorados, que pronto se extendió a todo Cuyo, La Rioja y Catamarca. Pero Luque no se decidió a movilizar a Córdoba en favor de los "colorados", tal vez esperando la definición de Urquiza, y los federales fueron derrotados a mediados del año siguiente.
Luque viajó a Rosario a entrevistarse con Mitre, para evitar que este lo atacara, pero en su ausencia fue derrocado por Luengo en agosto de 1867. Este tomó preso al ministro de guerra Julián Martínez y anunció que hacía la revolución en defensa de Luque. Pero este, que estaba demasiado cerca de Mitre, lo desautorizó; de modo que el general Emilio Conesa ocupó la ciudad de Córdoba, arrestando a Luengo. Por su parte, Mitre obligó a Luque a renunciar a los pocos días, con lo cual se liberaba de un gobierno federal que se había pronunciado en su favor.

## El asesinato de Urquiza
Fue puesto en libertad en marzo de 1869, y se exilió en Montevideo. Pasó a Entre Ríos, donde fue enviado por Urquiza a entrevistarse con Rufino de Elizalde. Pero pronto se desilusionó completamente de don Justo, y después de la visita del presidente Domingo Faustino Sarmiento al expresidente se unió a la conspiración dirigida por el general Ricardo López Jordán.
Junto con los mayores Nicomedes Coronel y Vera, dirigió el ataque al palacio San José en abril de 1870, el mismo día en que López Jordán tomaba el control de Concepción del Uruguay, capital de la provincia, y se hacía nombrar gobernador. La idea era apresar a Urquiza y provocar su renuncia, pero inesperadamente éste se defendió y disparó su pistola contra los atacantes; en respuesta, fue herido con un tiro de carabina en su mandíbula, para finalmente ser ultimado a puñaladas por Nicómedes Coronel, siendo este último el autor material del hecho.
El crimen fue la excusa que usó el presidente para desconocer el gobierno de López Jordán, con lo que una revolución local terminó en una guerra civil.
Luengo fue uno de los oficiales del ejército de López Jordán contra la invasión ordenada por Sarmiento, luchó en la batalla de Sauce y derrotó al coronel Caminos cerca de Paraná. Pasó a San Lorenzo. Durante una semana tuvo en alerta a toda la provincia de Santa Fe, tras lograr la promesa del general Juan Pablo López de revolucionar su provincia. Siguió viaje con unos pocos hombres a Córdoba, pero López no cumplió lo pactado y Luengo se vio obligado a regresar a Entre Ríos. Se unió a López Jordán y peleó en la batalla de Ñaembé, donde apareció erróneamente en el parte del vencedor, como uno de los muertos.

## Muerte
Escapó a Brasil y de alguna manera llegó a Córdoba. Allí estaba en junio de 1872, presuntamente conspirando, cuando lo encontró una partida policial enviada en su búsqueda. Cuando trataba de escapar, el oficial a cargo de perseguirlo vació un revólver contra él, sin acertar un tiro; furioso con su propia mala puntería, arrojó el arma en dirección al fugitivo, que resultó herido en la cabeza, y fue alcanzado y muerto por la partida policial.

## Biografía
- Bischoff, Efraín (1989). Historia de Córdoba. Plus Ultra.
- Chávez, Fermín (1974). Vida del Chacho: Ángel Vicente Peñaloza, general de la Confederación. Theoría. pp. 107 y ss.
- Duarte, María Amalia (1974). Urquiza y López Jordán. Platero.
- Ruiz Moreno, Isidoro J. (2008). Campañas militares argentinas. Tomo IV. Emecé.
- Zinny, Antonio (1987). Historia de los gobernadores de las Provincias Argentinas. Tomo 2. Hyspamérica.

- Datos: Q5806320